# Sogdština
Sogdština je mrtvý severovýchodoíránský jazyk, kterým se mluvilo v Sogdianě, tedy v dnešním Uzbekistánu a Tádžikistánu, a v obchodních koloniích v čínské střední Asii, od 4. do 8. století. Společně s středoperštinou, baktrijštinou, sačtinou a parthštinou náleží do vývojové fáze íránských jazyků zvané středoíránské a vyniká velkým množstvím zachovaných literárních textů. Jejím moderním následníkem je jaghnóbština, kterou se mluví v severozápadním Tádžikistánu. V rámci sogdijštiny se rozlišují tři varianty v závislosti na tom texty jakého náboženství v ní byly psány: manichejská, buddhistická a křesťanská.

## Příklady

### Číslovky
| Sogdsky  | Česky |
| ēw       | jeden |
| (ə)δwa   | dva   |
| əθrē, šē | tři   |
| čətfār   | čtyři |
| panǰ     | pět   |
| *xušu    | šest  |
| *əβda    | sedm  |
| *əšta    | osm   |
| *nəwa    | devět |
| δəsa     | deset |